# Элинин, Руслан Маламагомедович
Русла́н Маламагоме́дович Эли́нин (настоящая фамилия Нуруди́нов; 23 февраля 1963 — 25 декабря 2001) — российский поэт и издатель, организатор литературной жизни.

## Биография
Родился 23 февраля в г. Гвардейске Калининградской обл. в семье военного. В 1980—1984 гг. учился в Ленинградской военной академии им. Можайского по специальности инженер-механик, позже непродолжительное время учился в МАИ и Заочном политехническом институте, в начале 1990-х — в Литературном институте.
Стихи писал с юности. В 1987 г. начал посещать собрания литературного объединения «Сретенский бульвар» и с 1989 работал в хозрасчетном Творческом центре. И объединение, и центр были созданы Л. Б. Жуковым как общественные организации, независимые от государства, призванные охватить неформальное творческое пространство СССР. Принимал участие в создании Союза гуманитариев СССР и Всесоюзного гуманитарного фонда. Во время работы в Творческом центре начал собирать Библиотеку неизданных рукописей, ставшую крупной коллекцией неподцензурной литературы. Фактическим продолжением собирания библиотеки стала деятельность созданного им Литературно-издательского агентства Р. Элинина, одного из первых независимых издательств в СССР. В 1990 г., ещё под эгидой издательства «Прометей», вышел сборник «Понедельник. Семь поэтов самиздата» (С. Гандлевский, Д. Пригов, М. Айзенберг, М. Сухотин, В. Санчук, Т. Кибиров, Л. Рубинштейн). Основанное Р. Элининым агентство продолжает издавать независимых авторов и после его ухода.
Начиная с 1990 г. Р. Элинин регулярно организовывал литературные и литературно-музыкальные вечера, а в 1993 г. вместе с Еленой Пахомовой основал литературный клуб «Классики XXI века» в Московской государственной библиотеке им. А. П. Чехова, с чего началось активное клубно-литературное движение в Москве. Литературный клуб «Классики XXI века» продолжает свою деятельность и поныне.
Собственные стихи Р. Элинина впервые были обнародованы в 1988 г. в самиздатском журнале «Морская черепаха», а начиная с 1990 г. появлялись в различных изданиях: газете «Гуманитарный фонд», альманахе «Черновик», журналах «Арион», «Новое литературное обозрение» и др. С 1993 по 1998 гг. у него вышло 5 книг стихотворений. Стихи Р. Элинина были включены в антологию «Самиздат века».
Начиная с лета 1996 года, Р. Элинин в связи с тяжёлой болезнью не мог ни писать, ни участвовать в литературной жизни. Умер 25 декабря 2001 года. Похоронен на Невзоровском кладбище.

## Книги
- Р. Элинин, Б. Констриктор [рисунки]. Стихограф (книга взаимоиллюстраций) — М.: Издание Е.Пахомовой, 1993. Предисл. Б. Кудрякова.
- Б. Констриктор, Р. Элинин [рисунки]. Стихограф. Книга взаимоиллюстраций. том 2 — М.: ЛИА Р. Элинина, 2003. — 68 с.
- Я собрался (Стихи к Лукреции). — СПб.: Борей-Арт, 1994. — 16 с. Рис. Б. Констриктора.
- Из Кирна. — 1995.
- Е. Пахомова, Р. Элинин. Симфония разума. — М.: ….литиздат, Ltp, 1995. Библиотека графомана. Т.1.
- Руслан Элинин. Эпиграфы — Татьяна Михайловская. То есть. — М.: Изд-во Е.Пахомовой, 1998.